# Elizabeth Fritzl
Elisabeth Fritzl (Áustria, 8 de abril de 1966) é uma mulher austríaca que foi mantida pelo seu pai, Josef Fritzl, durante 24 anos confinada a um bunker construído no porão da casa da família, em Amstetten, e por ele abusada sexualmente. Ela teve sete filhos, todos gerados pelo pai, enquanto viveu em cativeiro. Uma das crianças morreu alguns dias após nascer e teve o corpo incinerado. Ela teria sido estuprada pela primeira vez pelo pai quando tinha apenas onze anos de idade.
Acabou conseguindo a liberdade em maio de 2008, aos 42 anos, quando uma de suas filhas teve que ser levada ao hospital, onde teve a chance de contar à Polícia o que estava acontecendo.  
O crime chocou o país, a Europa, bem como o mundo todo, tendo sido reportado pela Globo do Brasil, BBC, Metro, entre outros. "Chocou o planeta", escreveu O Globo em março de 2019.

## A história do crime

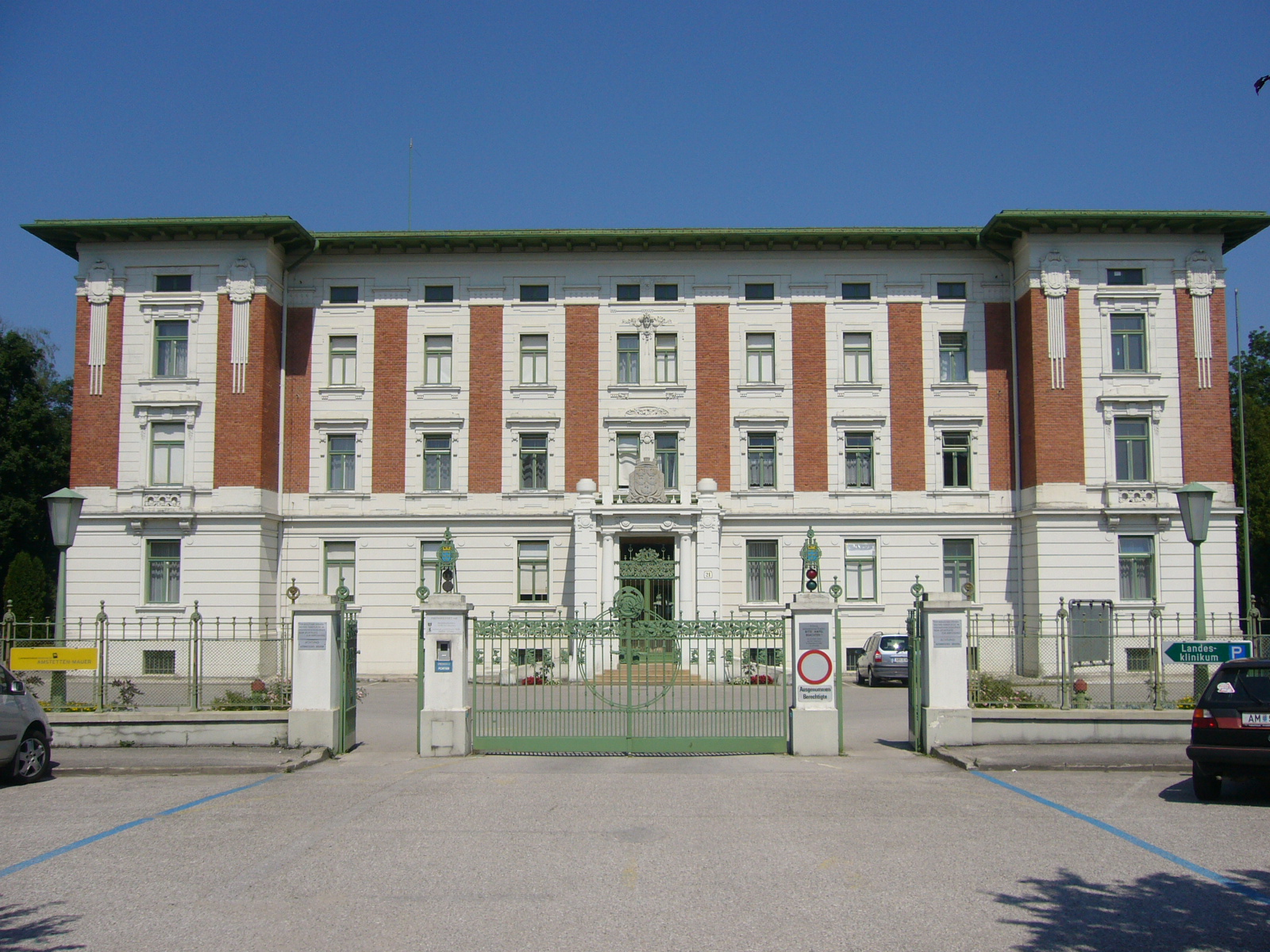
Hospital para onde Kerstin foi levada após ficar doente. Foi lá que Elizabeth contou à polícia o que estava acontecendo.

Quando Elizabeth tinha 17 anos, com a desculpa de que precisava de ajuda para instalar uma porta, Josef pediu à filha que descesse até o porão. Lá, drogou-a e acorrentou-a. Depois, obrigou Elizabeth a escrever uma carta para os pais, dizendo que havia fugido para seguir uma seita e pedindo que não a procurassem. No início, o pai abusava da filha acorrentada em troca de comida. Depois, Josef passou a dar maior mobilidade dentro do cativeiro, que sofreu ampliações ao longo dos anos.  
Desses abusos resultaram sete gestações, tendo havido, porém, uma criança, um dos gêmeos que teve em sua quarta gravidez, que faleceu apenas 3 dias após seu nascimento. O corpo da criança foi alegadamente incinerado pelo próprio Josef Fritzl. Seis filhos sobreviveram e três deles foram adotados pelo próprio agressor. Para isso, Josef forçava sua filha a escrever cartas pedindo aos pais que criassem essas crianças. Apesar de existirem registros de uma condenação de Fritzl por abuso sexual nos anos 60, seu cadastro estava limpo na época da adoção.  
O crime foi descoberto após a filha mais velha de Elizabeth, Kestin, adoecer gravemente e precisar ir para o hospital com urgência. Os médicos quiseram localizar os familiares para conhecer o histórico clínico da jovem, visto que esta deu entrada em coma. A Comunicação Social fez um apelo e como o raptor tinha posto uma televisão no cativeiro, Elizabeth ouviu o pedido e percebeu que podia ser a sua chance. Convenceu o pai a levá-la ao hospital e, após conseguir a garantia policial de que ia ser protegida, contou a situação em que se encontrava aos médicos e posteriormente às autoridades, encerrando seu cárcere de 25 anos.
À Polícia, ela declarou que enquanto esteve cativa recebeu apenas roupas e alimentos do pai e que sua mãe, Rosemarie, não tinha culpa de nada.
Elizabeth Fritzl recebeu alta do hospital no dia 29 de dezembro de 2008, onde também seus filhos receberam atendimento e passaram por exames.

## Prisão e condenação de Josef
Josef foi condenado em março de 2009 à prisão perpétua pelos crimes de sequestro, estupro, homicídio (do filho morto) por negligência, incesto, entre outros. Apesar da resistência do início, ele confessou todos os seus crimes. Elisabeth, para ser poupada de depor na frente de seu agressor, gravou um vídeo de mais ou menos 11 horas em que conta tudo o que passou nos anos de cativeiro. Esse depoimento foi transmitido aos poucos durante o julgamento do pai estuprador. Nele, inclusive, Elisabeth relata que sofria abusos desde que tinha 11 anos. Alguns membros da imprensa dizem que Elisabeth esteve presente no julgamento disfarçada e que, ao ser avistada pelo pai, este confessou todos os crimes.

## Desdobramento: Elizabeth e os filhos recebem novas identidades
Para não serem reconhecidos e poderem iniciar uma nova vida, Elizabeth e seus filhos receberam novas identidades. Eles estariam vivendo numa cidade a cerca de 100km de Amstetten, em documentos oficiais citada apenas como "Vilarejo X". "É muito importante que eles sejam deixados em paz", disse o médico que atendeu a família no hospital.

## Dez anos após o crime
Em março de 2019, O Globo, citando o jornal austríaco Österreich, disse que Josef continuava preso, mas aos 83 anos estaria sofrendo de demência. O jornal também escreveu que Elisabeth estaria casada, que sua filha mais velha, Kerstin, então com 29 anos, estaria namorando; Stefan, de 28, planejaria ser marinheiro mercante e outro dos filhos trabalharia na Câmara Municipal de Amstetten.
Josef, conhecido também como o Monstro de Amstetten, poderá ganhar a liberdade após cumprir 15 anos de prisão em regime fechado. Estará então com 88 anos de idade.